# Iva Štrljić
Iva Štrljić (Beograd, 7. listopada 1977.), srbijanska je filmska, televizijska i kazališna glumica. Kći je hrvatskoga glumca Milana Štrljića.

## Životopis
Rođena je u Beogradu, 7. listopada 1977. godine u obitelji hrvatskog glumca Milana Štrljića i srpske balerine Slavice Štrljić. Njezin otac Milan neko je vrijeme živio i radio u Srbiji, gdje je tom prilikom dobio Ivu. Početkom velikosrpske agresije na Hrvatsku razveo se od supruge Slavice, vrativši se u Hrvatsku. Iva Štrljić je gimnaziju završila u Splitu.

## Filmografija

### Televizijske uloge
- "Od jutra do sutra" kao Milanka "Lili" Radojković (2022. – 2023.)
- "Igra sudbine" kao Dijana Erski (2020. - do danas)
- "Larin izbor" kao Iris Rončević (2012.)
- "Folk" kao voditeljica emisije (2012.)
- "Zauvijek mlad" kao Perina žena (2009.)
- "Jesen stiže, dunjo moja" kao Margita (2009.)
- "Seljaci" kao sutkinja (2006. – 2007. ; 2009.)
- "Ranjeni orao" (2009.)
- "Moj rođak sa sela" kao Vesna (2008.)
- "Zaboravljeni umovi Srbije" kao Emilija (2008.)
- "Bela lađa" kao Tijana (2008.)
- "Transforma" kao voditeljica (2006.)
- "Jelena" kao Tatjana Pantić (2004. – 2005.)
- "Tragom Karađorđa" kao snaha (2004.)
- "M(j)ešoviti brak" (2003.)
- "Kazneni prostor" (2002.)

### Filmske uloge
- "Bledi mesec" kao Margita (2008.)
- "Uvođenje u posao" kao službenica pošte (2007.)
- "Rekonvalescenti" kao medicinska sestra (2006.)
- "Lele, bato" (2005.)
- "Made in YU" kao Marica (2005.)
- "Slobodan pad" kao članica komisije (2004.)

## Vanjske poveznice
- Iva Štrljić u internetskoj bazi filmova IMDb-u (engl.)